# Paris-Roubaix Femmes 2025
Cet article concerne la course féminine. Pour la course masculine, voir Paris-Roubaix 2025.
La 5e édition du Paris-Roubaix Femmes (officiellement Paris-Roubaix Femmes 2025 avec Zwift) a lieu le 12 avril 2025. Elle fait partie de l'UCI World Tour féminin 2025.

## Parcours
Le parcours est identique à celui de l'édition précédente. La course s'élance de Denain. Le parcours comprend 148,5 km de distance, dont 29,2 km de pavés répartis en 17 secteurs. La Trouée d'Arenberg n'est pas au programme.
| Secteur | Kilomètre | Localisation                              | Longueur  | Difficulté |
| ------- | --------- | ----------------------------------------- | --------- | ---------- |
| 10      | 66        | Hornaing > Wandignies-Hamage              | 3 700 m   | 04         |
| 14      | 73,5      | Warlaing > Brillon                        | 2 400 m   | 03         |
| 15      | 76,9      | Tilloy-lez-Marchiennes > Sars-et-Rosières | 2 400 m   | 04         |
| 14      | 83,3      | Beuvry-la-Forêt > Orchies                 | 1 400 m   | 03         |
| 13      | 88,3      | Orchies                                   | 1 700 m   | 03         |
| 12      | 94,4      | Auchy-lez-Orchies > Bersée                | 2 700 m   | 04         |
| 11      | 99,9      | Mons-en-Pévèle                            | 3 000 m   | 05         |
| 10      | 105,9     | Mérignies > Avelin                        | 700 m     | 02         |
| 9       | 109,3     | Pont-Thibaut > Ennevelin                  | 1 400 m   | 03         |
| 8       | 114,7     | Templeuve - l'Épinette                    | 200 m     | 01         |
| 8       | 115,2     | Templeuve - le Moulin-de-Vertain          | 500 m     | 02         |
| 7       | 121,6     | Cysoing > Bourghelles                     | 1 300 m   | 03         |
| 6       | 124,1     | Bourghelles > Wannehain                   | 1 100 m   | 03         |
| 5       | 128,6     | Camphin-en-Pévèle                         | 1 800 m   | 04         |
| 4       | 131,3     | Carrefour de l'Arbre                      | 2 100 m   | 05         |
| 3       | 133,6     | Gruson                                    | 1 100 m   | 02         |
| 2       | 140,3     | Willems > Hem                             | 1 400 m   | 03         |
| 1       | 147,1     | Roubaix                                   | 300 m     | 01         |
| Total   | Total     | Total                                     | 29,200 km | 29,200 km  |

## Équipes
| UCI Women's WorldTeams (14)- FDJ-Suez - Lidl-Trek - Movistar Team - Canyon//SRAM zondacrypto - AG Insurance-Soudal Team - Team Visma \| Lease a Bike - Team SD Worx-Protime - Ceratizit Pro Cycling Team - Fenix-Deceuninck - Human Powered Health - Liv AlUla Jayco - Team Picnic PostNL - UAE Team ADQ - Uno-X Mobility UCI Women's ProTeams (6)- Winspace Orange Seal - Arkéa-B&B Hotels Women - Cofidis Women Team - EF Education-Oatly - St Michel-Preference Home-Auber93 - VolkerWessels Women's Pro Cycling Team Équipes féminines continentales (3)- DD Group Pro Cycling - Lotto Ladies - Team Coop-Repsol |
| |

## Favorites
Les favorites sont les quatre premières de l'édition 2024 : la Belge double championne du monde Lotte Kopecky pour viser un doublé féminin inédit Ronde-Enfer du Nord, l'Italienne Elisa Balsamo, la Britannique Pfeiffer Georgi et la Néerlandaise Marianne Vos. Les autres favorites sont la Néerlandaise Puck Pieterse, adepte du cyclo-cross, la Française Pauline Ferrand-Prévot, championne de VTT cross-country, les Néerlandaises Lorena Wiebes, en cas d'arrivée au sprint, Amber Kraak et  Ellen van Dijk. On aurait pu y ajouter Elisa Longo Borghini mais l'Italienne devrait faire l'impasse sur la course à la suite de sa chute lui occasionnant une commotion cérébrale au Tour des Flandres la semaine précédente.

## Déroulement de la course
| Deuxième | Vainqueure | Troisième |

## Classement final
| \| Classement général \| Classement général \| Classement général \| Classement général \| Classement général \| \| Coureuse \| Coureuse \| Pays \| Équipe \| Temps \| \| ------------------ \| ------------------------- \| ------------------ \| -------------------------- \| ------------------ \| \| 1re \| Pauline Ferrand-Prévot \| France \| Team Visma \\| Lease a Bike \| 3 h 40 min 07 s \| \| 2e \| Letizia Borghesi \| Italie \| EF Education-Oatly \| + 58 s \| \| 3e \| Lorena Wiebes \| Pays-Bas \| SD Worx-Protime \| + 1 min 01 s \| \| 4e \| Marianne Vos \| Pays-Bas \| Team Visma \\| Lease a Bike \| + 1 min 01 s \| \| 5e \| Alison Jackson \| Canada \| EF Education-Oatly \| + 1 min 01 s \| \| 6e \| Maria Giulia Confalonieri \| Italie \| Uno-X Mobility \| + 1 min 01 s \| \| 7e \| Elise Chabbey \| Suisse \| FDJ-Suez \| + 1 min 04 s \| \| 8e \| Chloé Dygert \| États-Unis \| Canyon//SRAM zondacrypto \| + 1 min 06 s \| \| 9e \| Elisa Balsamo \| Italie \| Lidl-Trek \| + 1 min 21 s \| \| 10e \| Chiara Consonni \| Italie \| Canyon//SRAM zondacrypto \| + 1 min 21 s \| |                           |            |                            |                 |
| |                           |            |                            |                 |
| Source : ProCyclingStats |                           |            |                            |                 |
| Classement général |                           |            |                            |                 |
| Coureuse | Coureuse                  | Pays       | Équipe                     | Temps           |
| 1re | Pauline Ferrand-Prévot    | France     | Team Visma \| Lease a Bike | 3 h 40 min 07 s |
| 2e | Letizia Borghesi          | Italie     | EF Education-Oatly         | + 58 s          |
| 3e | Lorena Wiebes             | Pays-Bas   | SD Worx-Protime            | + 1 min 01 s    |
| 4e | Marianne Vos              | Pays-Bas   | Team Visma \| Lease a Bike | + 1 min 01 s    |
| 5e | Alison Jackson            | Canada     | EF Education-Oatly         | + 1 min 01 s    |
| 6e | Maria Giulia Confalonieri | Italie     | Uno-X Mobility             | + 1 min 01 s    |
| 7e | Elise Chabbey             | Suisse     | FDJ-Suez                   | + 1 min 04 s    |
| 8e | Chloé Dygert              | États-Unis | Canyon//SRAM zondacrypto   | + 1 min 06 s    |
| 9e | Elisa Balsamo             | Italie     | Lidl-Trek                  | + 1 min 21 s    |
| 10e | Chiara Consonni           | Italie     | Canyon//SRAM zondacrypto   | + 1 min 21 s    |

## Liste des participantes
| Légende | Légende                                                                    | Légende | Légende                                                    |
| ------- | -------------------------------------------------------------------------- | ------- | ---------------------------------------------------------- |
| Num     | Dossard de départ porté par le coureur sur ce Paris-Roubaix                | Pos     | Position à l'arrivée de la course                          |
|         | Indique un maillot de champion national ou mondial, suivi de sa spécialité | NP      | Indique un coureur qui n'a pas pris le départ de la course |
| AB      | Indique un coureur qui n'a pas terminé la course                           | HD      | Indique un coureur qui a terminé la course hors des délais |

| SD Worx-Protime SDW | SD Worx-Protime SDW         | SD Worx-Protime SDW |
| ------------------- | --------------------------- | ------------------- |
| Num                 | Coureuse                    | Pos                 |
| 1                   | Lotte Kopecky (BEL) (route) | 12e                 |
| 2                   | Elena Cecchini (ITA)        | 35e                 |
| 3                   | Barbara Guarischi (ITA)     | 65e                 |
| 4                   | Marta Lach (POL)            | 25e                 |
| 5                   | Blanka Vas (HUN) (route)    | 53e                 |
| 6                   | Lorena Wiebes (NED) (route) | 3e                  |

| Lidl-Trek LTK | Lidl-Trek LTK         | Lidl-Trek LTK |
| ------------- | --------------------- | ------------- |
| Num           | Coureuse              | Pos           |
| 11            | Elisa Balsamo (ITA)   | 9e            |
| 12            | Lucinda Brand (NED)   | 38e           |
| 13            | Lizzie Deignan (GBR)  | 55e           |
| 14            | Lauretta Hanson (AUS) | 34e           |
| 15            | Emma Norsgaard (DEN)  | 14e           |
| 16            | Ellen van Dijk (NED)  | 20e           |

| Team Picnic PostNL TPP | Team Picnic PostNL TPP        | Team Picnic PostNL TPP |
| ---------------------- | ----------------------------- | ---------------------- |
| Num                    | Coureuse                      | Pos                    |
| 21                     | Pfeiffer Georgi (GBR) (route) | 13e                    |
| 22                     | Silje Bader (NED)             | HD                     |
| 23                     | Rachele Barbieri (ITA)        | HD                     |
| 24                     | Megan Jastrab (USA)           | 77e                    |
| 25                     | Franziska Koch (GER) (route)  | 42e                    |
| 26                     | Charlotte Kool (NED)          | 51e                    |

| Team Visma \| Lease a Bike TVL | Team Visma \| Lease a Bike TVL | Team Visma \| Lease a Bike TVL |
| ------------------------------ | ------------------------------ | ------------------------------ |
| Num                            | Coureuse                       | Pos                            |
| 31                             | Marianne Vos (NED)             | 4e                             |
| 32                             | Pauline Ferrand-Prévot (FRA)   | 1re                            |
| 33                             | Linda Riedmann (GER)           | HD                             |
| 34                             | Margaux Vigié (FRA)            | 68e                            |
| 35                             | Sophie von Berswordt (NED)     | 17e                            |
| 36                             | Imogen Wolff (GBR)             | 24e                            |

| FDJ-Suez TFS | FDJ-Suez TFS            | FDJ-Suez TFS |
| ------------ | ----------------------- | ------------ |
| Num          | Coureuse                | Pos          |
| 41           | Elise Chabbey (SUI)     | 7e           |
| 42           | Eugénie Duval (FRA)     | 87e          |
| 43           | Vittoria Guazzini (ITA) | 36e          |
| 44           | Amber Kraak (NED)       | 32e          |
| 45           | Marie Le Net (FRA)      | 37e          |
| 46           | Jade Wiel (FRA)         | 19e          |

| Cofidis COF | Cofidis COF               | Cofidis COF |
| ----------- | ------------------------- | ----------- |
| Num         | Coureuse                  | Pos         |
| 51          | Martina Alzini (ITA)      | 95e         |
| 52          | Marion Borras (FRA)       | 62e         |
| 53          | Eugenia Bujak (SLO)       | AB          |
| 54          | Amalie Dideriksen (DEN)   | 49e         |
| 55          | Valentine Fortin (FRA)    | AB          |
| 56          | Kirstie van Haaften (NED) | HD          |

| AG Insurance-Soudal Team AGS | AG Insurance-Soudal Team AGS | AG Insurance-Soudal Team AGS |
| ---------------------------- | ---------------------------- | ---------------------------- |
| Num                          | Coureuse                     | Pos                          |
| 61                           | Fauve Bastiaenssen (BEL)     | 88e                          |
| 62                           | Julia Borgström (SWE)        | 89e                          |
| 63                           | Marthe Goossens (BEL)        | 84e                          |
| 64                           | Ilse Pluimers (NED)          | 85e                          |
| 65                           | Nicole Steigenga (NED)       | 86e                          |
| 66                           | Gladys Verhulst (FRA)        | AB                           |

| Canyon//SRAM zondacrypto CSZ | Canyon//SRAM zondacrypto CSZ | Canyon//SRAM zondacrypto CSZ |
| ---------------------------- | ---------------------------- | ---------------------------- |
| Num                          | Coureuse                     | Pos                          |
| 71                           | Zoe Bäckstedt (GBR)          | 15e                          |
| 72                           | Chiara Consonni (ITA)        | 10e                          |
| 73                           | Chloé Dygert (USA)           | 8e                           |
| 74                           | Rosa Maria Klöser (GER)      | 31e                          |
| 75                           | Anastasiya Kolesava (BLR)    | 29e                          |
| 76                           | Maria Martins (POR)          | HD                           |

| EF Education-Oatly EFC | EF Education-Oatly EFC     | EF Education-Oatly EFC |
| ---------------------- | -------------------------- | ---------------------- |
| Num                    | Coureuse                   | Pos                    |
| 81                     | Alison Jackson (CAN)       | 5e                     |
| 82                     | Nina Berton (LUX)          | 45e                    |
| 83                     | Letizia Borghesi (ITA)     | 2e                     |
| 84                     | Sarah Roy (AUS)            | 27e                    |
| 85                     | Babette van der Wolf (NED) | HD                     |
| 86                     | Alexandra Volstad (CAN)    | HD                     |

| Fenix-Deceuninck FDC | Fenix-Deceuninck FDC          | Fenix-Deceuninck FDC |
| -------------------- | ----------------------------- | -------------------- |
| Num                  | Coureuse                      | Pos                  |
| 91                   | Christina Schweinberger (AUT) | 28e                  |
| 92                   | Millie Couzens (GBR)          | 26e                  |
| 93                   | Julie De Wilde (BEL)          | AB                   |
| 94                   | Flora Perkins (GBR)           | 40e                  |
| 95                   | Carina Schrempf (AUT)         | 48e                  |
| 96                   | Marthe Truyen (BEL)           | 46e                  |

| Movistar Team MOV | Movistar Team MOV          | Movistar Team MOV |
| ----------------- | -------------------------- | ----------------- |
| Num               | Coureuse                   | Pos               |
| 101               | Cat Ferguson (GBR)         | AB                |
| 102               | Olivia Baril (CAN) (route) | 82e               |
| 103               | Jelena Erić (SRB) (route)  | 11e               |
| 104               | Carys Lloyd (GBR)          | HD                |
| 105               | Floortje Mackaij (NED)     | 47e               |
| 106               | Lucia Ruiz Pérez (ESP)     | 83e               |

| Liv AlUla Jayco LIV | Liv AlUla Jayco LIV       | Liv AlUla Jayco LIV |
| ------------------- | ------------------------- | ------------------- |
| Num                 | Coureuse                  | Pos                 |
| 111                 | Quinty Ton (NED)          | 43e                 |
| 112                 | Georgia Baker (AUS)       | HD                  |
| 113                 | Jeanne Korevaar (NED)     | 21e                 |
| 114                 | Amber Pate (AUS)          | 50e                 |
| 115                 | Josie Talbot (AUS)        | HD                  |
| 116                 | Amber van der Hulst (NED) | HD                  |

| Ceratizit Pro Cycling Team CTC | Ceratizit Pro Cycling Team CTC | Ceratizit Pro Cycling Team CTC |
| ------------------------------ | ------------------------------ | ------------------------------ |
| Num                            | Coureuse                       | Pos                            |
| 121                            | Mylène de Zoete (NED)          | 41e                            |
| 122                            | Kristýna Burlová (CZE)         | 75e                            |
| 123                            | Daniek Hengeveld (NED)         | 61e                            |
| 124                            | Marta Jaskulska (POL)          | AB                             |
| 125                            | Petra Zsankó (HUN)             | 96e                            |

| Uno-X Mobility UXM | Uno-X Mobility UXM              | Uno-X Mobility UXM |
| ------------------ | ------------------------------- | ------------------ |
| Num                | Coureuse                        | Pos                |
| 131                | Teuntje Beekhuis (NED)          | 30e                |
| 132                | Anniina Ahtosalo (FIN) (route)  | 76e                |
| 133                | Susanne Andersen (NOR)          | 93e                |
| 134                | Maria Giulia Confalonieri (ITA) | 6e                 |
| 135                | Marte Berg Edseth (NOR)         | AB                 |
| 136                | Alberte Greve (DEN)             | HD                 |

| UAE Team ADQ UAD | UAE Team ADQ UAD        | UAE Team ADQ UAD |
| ---------------- | ----------------------- | ---------------- |
| Num              | Coureuse                | Pos              |
| 141              | Elynor Bäckstedt (GBR)  | 33e              |
| 142              | Sofia Bertizzolo (ITA)  | AB               |
| 143              | Lara Gillespie (IRL)    | 18e              |
| 144              | Elizabeth Holden (GBR)  | 66e              |
| 145              | Tereza Neumanová (CZE)  | 64e              |
| 146              | Sofie van Rooijen (NED) | NP               |

| VolkerWessels VWT | VolkerWessels VWT       | VolkerWessels VWT |
| ----------------- | ----------------------- | ----------------- |
| Num               | Coureuse                | Pos               |
| 151               | Maud Rijnbeek (NED)     | 52e               |
| 152               | Femke Beuling (NED)     | 81e               |
| 153               | Valerie Demey (BEL)     | HD                |
| 154               | Scarlett Souren (NED)   | 94e               |
| 155               | Lonneke Uneken (NED)    | 44e               |
| 156               | Lisa Van Helvoirt (NED) | AB                |

| Arkéa-B&B Hotels Women ARK | Arkéa-B&B Hotels Women ARK    | Arkéa-B&B Hotels Women ARK |
| -------------------------- | ----------------------------- | -------------------------- |
| Num                        | Coureuse                      | Pos                        |
| 161                        | Amandine Fouquenet (FRA)      | 80e                        |
| 162                        | Maaike Coljé (NED)            | HD                         |
| 163                        | Danielle De Francesco (AUS)   | 60e                        |
| 164                        | Emilia Fahlin (SWE)           | 59e                        |
| 165                        | Maurène Trégouët (FRA)        | 67e                        |
| 166                        | Marjolein van 't Geloof (NED) | 23e                        |

| St Michel-Preference Home-Auber 93 AUB | St Michel-Preference Home-Auber 93 AUB | St Michel-Preference Home-Auber 93 AUB |
| -------------------------------------- | -------------------------------------- | -------------------------------------- |
| Num                                    | Coureuse                               | Pos                                    |
| 171                                    | Lucie Fityus (AUS)                     | 57e                                    |
| 172                                    | Alison Avoine (FRA)                    | AB                                     |
| 173                                    | Clémence Chéreau (FRA)                 | AB                                     |
| 174                                    | Alicia González (ESP)                  | 91e                                    |
| 175                                    | Coline Raby (FRA)                      | HD                                     |
| 176                                    | Elyne Roussel (FRA)                    | 63e                                    |

| Human Powered Health HPH | Human Powered Health HPH    | Human Powered Health HPH |
| ------------------------ | --------------------------- | ------------------------ |
| Num                      | Coureuse                    | Pos                      |
| 181                      | Lily Williams (USA)         | 56e                      |
| 182                      | Giada Borghesi (ITA)        | 39e                      |
| 183                      | Maggie Coles-Lyster (CAN)   | HD                       |
| 184                      | Romy Kasper (GER)           | 16e                      |
| 185                      | Katia Ragusa (ITA)          | 58e                      |
| 186                      | Kathrin Schweinberger (AUT) | 74e                      |

| Team Coop-Repsol HPU | Team Coop-Repsol HPU               | Team Coop-Repsol HPU |
| -------------------- | ---------------------------------- | -------------------- |
| Num                  | Coureuse                           | Pos                  |
| 191                  | Camilla Rånes Bye (NOR)            | 79e                  |
| 192                  | Sigrid Ytterhus Haugset (NOR)      | 71e                  |
| 193                  | Laura Lizette Sander (EST) (route) | HD                   |
| 194                  | April Tacey (GBR)                  | HD                   |
| 195                  | Aidi Gerde Tuisk (EST)             | HD                   |
| 196                  | Eline Van Rooijen (NED)            | 54e                  |

| Winspace Orange Seal WOS | Winspace Orange Seal WOS      | Winspace Orange Seal WOS |
| ------------------------ | ----------------------------- | ------------------------ |
| Num                      | Coureuse                      | Pos                      |
| 201                      | Aurela Nerlo (POL)            | 70e                      |
| 202                      | Camille Fahy (FRA)            | HD                       |
| 203                      | Marie-Morgane Le Deunff (FRA) | 92e                      |
| 204                      | Fiona Mangan (IRL) (route)    | HD                       |
| 205                      | Florence Normand (CAN)        | HD                       |
| 206                      | Constance Valentin (FRA)      | 69e                      |

| Lotto Ladies LOL | Lotto Ladies LOL         | Lotto Ladies LOL |
| ---------------- | ------------------------ | ---------------- |
| Num              | Coureuse                 | Pos              |
| 211              | Mieke Docx (BEL)         | HD               |
| 212              | Julie Hendrickx (BEL)    | NP               |
| 213              | Ilken Seynave (BEL)      | HD               |
| 214              | Lea Lin Teutenberg (GER) | 73e              |
| 215              | Anna van Wersch (NED)    | HD               |
| 216              | Sterre Vervloet (BEL)    | 72e              |

| DD Group Pro Cycling DDG | DD Group Pro Cycling DDG   | DD Group Pro Cycling DDG |
| ------------------------ | -------------------------- | ------------------------ |
| Num                      | Coureuse                   | Pos                      |
| 221                      | Vera Tieleman (NED)        | 22e                      |
| 222                      | Britt de Grave (NED)       | HD                       |
| 223                      | Chloé Desmet (BEL)         | 90e                      |
| 224                      | Julie Stockman (BEL)       | HD                       |
| 225                      | Yonna Van Dam (NED)        | 78e                      |
| 226                      | Jony van den Eijnden (NED) | HD                       |

| SD Worx-Protime SDW | SD Worx-Protime SDW         | SD Worx-Protime SDW |
| ------------------- | --------------------------- | ------------------- |
| Num                 | Coureuse                    | Pos                 |
| 1                   | Lotte Kopecky (BEL) (route) | 12e                 |
| 2                   | Elena Cecchini (ITA)        | 35e                 |
| 3                   | Barbara Guarischi (ITA)     | 65e                 |
| 4                   | Marta Lach (POL)            | 25e                 |
| 5                   | Blanka Vas (HUN) (route)    | 53e                 |
| 6                   | Lorena Wiebes (NED) (route) | 3e                  |

| Lidl-Trek LTK | Lidl-Trek LTK         | Lidl-Trek LTK |
| ------------- | --------------------- | ------------- |
| Num           | Coureuse              | Pos           |
| 11            | Elisa Balsamo (ITA)   | 9e            |
| 12            | Lucinda Brand (NED)   | 38e           |
| 13            | Lizzie Deignan (GBR)  | 55e           |
| 14            | Lauretta Hanson (AUS) | 34e           |
| 15            | Emma Norsgaard (DEN)  | 14e           |
| 16            | Ellen van Dijk (NED)  | 20e           |

| Team Picnic PostNL TPP | Team Picnic PostNL TPP        | Team Picnic PostNL TPP |
| ---------------------- | ----------------------------- | ---------------------- |
| Num                    | Coureuse                      | Pos                    |
| 21                     | Pfeiffer Georgi (GBR) (route) | 13e                    |
| 22                     | Silje Bader (NED)             | HD                     |
| 23                     | Rachele Barbieri (ITA)        | HD                     |
| 24                     | Megan Jastrab (USA)           | 77e                    |
| 25                     | Franziska Koch (GER) (route)  | 42e                    |
| 26                     | Charlotte Kool (NED)          | 51e                    |

| Team Visma \| Lease a Bike TVL | Team Visma \| Lease a Bike TVL | Team Visma \| Lease a Bike TVL |
| ------------------------------ | ------------------------------ | ------------------------------ |
| Num                            | Coureuse                       | Pos                            |
| 31                             | Marianne Vos (NED)             | 4e                             |
| 32                             | Pauline Ferrand-Prévot (FRA)   | 1re                            |
| 33                             | Linda Riedmann (GER)           | HD                             |
| 34                             | Margaux Vigié (FRA)            | 68e                            |
| 35                             | Sophie von Berswordt (NED)     | 17e                            |
| 36                             | Imogen Wolff (GBR)             | 24e                            |

| FDJ-Suez TFS | FDJ-Suez TFS            | FDJ-Suez TFS |
| ------------ | ----------------------- | ------------ |
| Num          | Coureuse                | Pos          |
| 41           | Elise Chabbey (SUI)     | 7e           |
| 42           | Eugénie Duval (FRA)     | 87e          |
| 43           | Vittoria Guazzini (ITA) | 36e          |
| 44           | Amber Kraak (NED)       | 32e          |
| 45           | Marie Le Net (FRA)      | 37e          |
| 46           | Jade Wiel (FRA)         | 19e          |

| Cofidis COF | Cofidis COF               | Cofidis COF |
| ----------- | ------------------------- | ----------- |
| Num         | Coureuse                  | Pos         |
| 51          | Martina Alzini (ITA)      | 95e         |
| 52          | Marion Borras (FRA)       | 62e         |
| 53          | Eugenia Bujak (SLO)       | AB          |
| 54          | Amalie Dideriksen (DEN)   | 49e         |
| 55          | Valentine Fortin (FRA)    | AB          |
| 56          | Kirstie van Haaften (NED) | HD          |

| AG Insurance-Soudal Team AGS | AG Insurance-Soudal Team AGS | AG Insurance-Soudal Team AGS |
| ---------------------------- | ---------------------------- | ---------------------------- |
| Num                          | Coureuse                     | Pos                          |
| 61                           | Fauve Bastiaenssen (BEL)     | 88e                          |
| 62                           | Julia Borgström (SWE)        | 89e                          |
| 63                           | Marthe Goossens (BEL)        | 84e                          |
| 64                           | Ilse Pluimers (NED)          | 85e                          |
| 65                           | Nicole Steigenga (NED)       | 86e                          |
| 66                           | Gladys Verhulst (FRA)        | AB                           |

| Canyon//SRAM zondacrypto CSZ | Canyon//SRAM zondacrypto CSZ | Canyon//SRAM zondacrypto CSZ |
| ---------------------------- | ---------------------------- | ---------------------------- |
| Num                          | Coureuse                     | Pos                          |
| 71                           | Zoe Bäckstedt (GBR)          | 15e                          |
| 72                           | Chiara Consonni (ITA)        | 10e                          |
| 73                           | Chloé Dygert (USA)           | 8e                           |
| 74                           | Rosa Maria Klöser (GER)      | 31e                          |
| 75                           | Anastasiya Kolesava (BLR)    | 29e                          |
| 76                           | Maria Martins (POR)          | HD                           |

| EF Education-Oatly EFC | EF Education-Oatly EFC     | EF Education-Oatly EFC |
| ---------------------- | -------------------------- | ---------------------- |
| Num                    | Coureuse                   | Pos                    |
| 81                     | Alison Jackson (CAN)       | 5e                     |
| 82                     | Nina Berton (LUX)          | 45e                    |
| 83                     | Letizia Borghesi (ITA)     | 2e                     |
| 84                     | Sarah Roy (AUS)            | 27e                    |
| 85                     | Babette van der Wolf (NED) | HD                     |
| 86                     | Alexandra Volstad (CAN)    | HD                     |

| Fenix-Deceuninck FDC | Fenix-Deceuninck FDC          | Fenix-Deceuninck FDC |
| -------------------- | ----------------------------- | -------------------- |
| Num                  | Coureuse                      | Pos                  |
| 91                   | Christina Schweinberger (AUT) | 28e                  |
| 92                   | Millie Couzens (GBR)          | 26e                  |
| 93                   | Julie De Wilde (BEL)          | AB                   |
| 94                   | Flora Perkins (GBR)           | 40e                  |
| 95                   | Carina Schrempf (AUT)         | 48e                  |
| 96                   | Marthe Truyen (BEL)           | 46e                  |

| Movistar Team MOV | Movistar Team MOV          | Movistar Team MOV |
| ----------------- | -------------------------- | ----------------- |
| Num               | Coureuse                   | Pos               |
| 101               | Cat Ferguson (GBR)         | AB                |
| 102               | Olivia Baril (CAN) (route) | 82e               |
| 103               | Jelena Erić (SRB) (route)  | 11e               |
| 104               | Carys Lloyd (GBR)          | HD                |
| 105               | Floortje Mackaij (NED)     | 47e               |
| 106               | Lucia Ruiz Pérez (ESP)     | 83e               |

| Liv AlUla Jayco LIV | Liv AlUla Jayco LIV       | Liv AlUla Jayco LIV |
| ------------------- | ------------------------- | ------------------- |
| Num                 | Coureuse                  | Pos                 |
| 111                 | Quinty Ton (NED)          | 43e                 |
| 112                 | Georgia Baker (AUS)       | HD                  |
| 113                 | Jeanne Korevaar (NED)     | 21e                 |
| 114                 | Amber Pate (AUS)          | 50e                 |
| 115                 | Josie Talbot (AUS)        | HD                  |
| 116                 | Amber van der Hulst (NED) | HD                  |

| Ceratizit Pro Cycling Team CTC | Ceratizit Pro Cycling Team CTC | Ceratizit Pro Cycling Team CTC |
| ------------------------------ | ------------------------------ | ------------------------------ |
| Num                            | Coureuse                       | Pos                            |
| 121                            | Mylène de Zoete (NED)          | 41e                            |
| 122                            | Kristýna Burlová (CZE)         | 75e                            |
| 123                            | Daniek Hengeveld (NED)         | 61e                            |
| 124                            | Marta Jaskulska (POL)          | AB                             |
| 125                            | Petra Zsankó (HUN)             | 96e                            |

| Uno-X Mobility UXM | Uno-X Mobility UXM              | Uno-X Mobility UXM |
| ------------------ | ------------------------------- | ------------------ |
| Num                | Coureuse                        | Pos                |
| 131                | Teuntje Beekhuis (NED)          | 30e                |
| 132                | Anniina Ahtosalo (FIN) (route)  | 76e                |
| 133                | Susanne Andersen (NOR)          | 93e                |
| 134                | Maria Giulia Confalonieri (ITA) | 6e                 |
| 135                | Marte Berg Edseth (NOR)         | AB                 |
| 136                | Alberte Greve (DEN)             | HD                 |

| UAE Team ADQ UAD | UAE Team ADQ UAD        | UAE Team ADQ UAD |
| ---------------- | ----------------------- | ---------------- |
| Num              | Coureuse                | Pos              |
| 141              | Elynor Bäckstedt (GBR)  | 33e              |
| 142              | Sofia Bertizzolo (ITA)  | AB               |
| 143              | Lara Gillespie (IRL)    | 18e              |
| 144              | Elizabeth Holden (GBR)  | 66e              |
| 145              | Tereza Neumanová (CZE)  | 64e              |
| 146              | Sofie van Rooijen (NED) | NP               |

| VolkerWessels VWT | VolkerWessels VWT       | VolkerWessels VWT |
| ----------------- | ----------------------- | ----------------- |
| Num               | Coureuse                | Pos               |
| 151               | Maud Rijnbeek (NED)     | 52e               |
| 152               | Femke Beuling (NED)     | 81e               |
| 153               | Valerie Demey (BEL)     | HD                |
| 154               | Scarlett Souren (NED)   | 94e               |
| 155               | Lonneke Uneken (NED)    | 44e               |
| 156               | Lisa Van Helvoirt (NED) | AB                |

| Arkéa-B&B Hotels Women ARK | Arkéa-B&B Hotels Women ARK    | Arkéa-B&B Hotels Women ARK |
| -------------------------- | ----------------------------- | -------------------------- |
| Num                        | Coureuse                      | Pos                        |
| 161                        | Amandine Fouquenet (FRA)      | 80e                        |
| 162                        | Maaike Coljé (NED)            | HD                         |
| 163                        | Danielle De Francesco (AUS)   | 60e                        |
| 164                        | Emilia Fahlin (SWE)           | 59e                        |
| 165                        | Maurène Trégouët (FRA)        | 67e                        |
| 166                        | Marjolein van 't Geloof (NED) | 23e                        |

| St Michel-Preference Home-Auber 93 AUB | St Michel-Preference Home-Auber 93 AUB | St Michel-Preference Home-Auber 93 AUB |
| -------------------------------------- | -------------------------------------- | -------------------------------------- |
| Num                                    | Coureuse                               | Pos                                    |
| 171                                    | Lucie Fityus (AUS)                     | 57e                                    |
| 172                                    | Alison Avoine (FRA)                    | AB                                     |
| 173                                    | Clémence Chéreau (FRA)                 | AB                                     |
| 174                                    | Alicia González (ESP)                  | 91e                                    |
| 175                                    | Coline Raby (FRA)                      | HD                                     |
| 176                                    | Elyne Roussel (FRA)                    | 63e                                    |

| Human Powered Health HPH | Human Powered Health HPH    | Human Powered Health HPH |
| ------------------------ | --------------------------- | ------------------------ |
| Num                      | Coureuse                    | Pos                      |
| 181                      | Lily Williams (USA)         | 56e                      |
| 182                      | Giada Borghesi (ITA)        | 39e                      |
| 183                      | Maggie Coles-Lyster (CAN)   | HD                       |
| 184                      | Romy Kasper (GER)           | 16e                      |
| 185                      | Katia Ragusa (ITA)          | 58e                      |
| 186                      | Kathrin Schweinberger (AUT) | 74e                      |

| Team Coop-Repsol HPU | Team Coop-Repsol HPU               | Team Coop-Repsol HPU |
| -------------------- | ---------------------------------- | -------------------- |
| Num                  | Coureuse                           | Pos                  |
| 191                  | Camilla Rånes Bye (NOR)            | 79e                  |
| 192                  | Sigrid Ytterhus Haugset (NOR)      | 71e                  |
| 193                  | Laura Lizette Sander (EST) (route) | HD                   |
| 194                  | April Tacey (GBR)                  | HD                   |
| 195                  | Aidi Gerde Tuisk (EST)             | HD                   |
| 196                  | Eline Van Rooijen (NED)            | 54e                  |

| Winspace Orange Seal WOS | Winspace Orange Seal WOS      | Winspace Orange Seal WOS |
| ------------------------ | ----------------------------- | ------------------------ |
| Num                      | Coureuse                      | Pos                      |
| 201                      | Aurela Nerlo (POL)            | 70e                      |
| 202                      | Camille Fahy (FRA)            | HD                       |
| 203                      | Marie-Morgane Le Deunff (FRA) | 92e                      |
| 204                      | Fiona Mangan (IRL) (route)    | HD                       |
| 205                      | Florence Normand (CAN)        | HD                       |
| 206                      | Constance Valentin (FRA)      | 69e                      |

| Lotto Ladies LOL | Lotto Ladies LOL         | Lotto Ladies LOL |
| ---------------- | ------------------------ | ---------------- |
| Num              | Coureuse                 | Pos              |
| 211              | Mieke Docx (BEL)         | HD               |
| 212              | Julie Hendrickx (BEL)    | NP               |
| 213              | Ilken Seynave (BEL)      | HD               |
| 214              | Lea Lin Teutenberg (GER) | 73e              |
| 215              | Anna van Wersch (NED)    | HD               |
| 216              | Sterre Vervloet (BEL)    | 72e              |

| DD Group Pro Cycling DDG | DD Group Pro Cycling DDG   | DD Group Pro Cycling DDG |
| ------------------------ | -------------------------- | ------------------------ |
| Num                      | Coureuse                   | Pos                      |
| 221                      | Vera Tieleman (NED)        | 22e                      |
| 222                      | Britt de Grave (NED)       | HD                       |
| 223                      | Chloé Desmet (BEL)         | 90e                      |
| 224                      | Julie Stockman (BEL)       | HD                       |
| 225                      | Yonna Van Dam (NED)        | 78e                      |
| 226                      | Jony van den Eijnden (NED) | HD                       |

## Primes
Les primes suivantes sont accordées, :
| Position | 1er      | 2e       | 3e      | 4e      | 5e      | 6e      | 7e    | 8e    | 9e    | 10e   |
| Prix     | 20 000 € | 11 000 € | 6 000 € | 3 000 € | 2 500 € | 1 500 € | 800 € | 600 € | 500 € | 400 € |